# 松德曼陨石坑
松德曼陨石坑（Sundman）是位于月球背面赤道区附近的一座大撞击坑，其名称取自芬兰数学家卡尔·弗里肖夫·松德曼(Karl Fritiof Sundman，1873年-1949年)，1970年被国际天文学联合会正式批准接受。

## 描述
该陨坑西北靠近米斯环形山、北面毗邻贝尔环形山，东北偏北毗邻巨大的爱因斯坦环形山，波尔环形山位于它的东北偏东，而它的东面则并列着宽阔的玻尔月谷。该陨坑中心月面坐标为10°46′N 91°41′W / 10.76°N 91.69°W，直径41.04公里，深度约2.21公里。
松德曼陨石坑坐落在环东方海盆地的巨大喷发物覆盖层中间，自身及周边地形已被大量的喷发物改变，在表面形成一些大体正对着南面盆地的不规则图案。该陨坑外观类似一座圆形的浅坑，东北和东南边缘稍平直，西南和东南坑壁上各覆盖有一座醒目的杯状坑，它的北面连接了一座大小相似的无名坑，但北侧坑壁则已完全损毁。松德曼陨石坑残壁最大高出周边地形1040米，内部容积约1268公里3。坑底表面崎岖坎坷，没有醒目的地貌结构。
松德曼陨石坑就位于月球正面西北边沿之后，在恰当的月球摄动和良好光照条件下可从地球上观察到，但显示角度极低且外观变形。

## 卫星陨石坑
按惯例，最靠近松德曼陨石坑的卫星坑将在月图上以字母标注在它的中心点旁边.

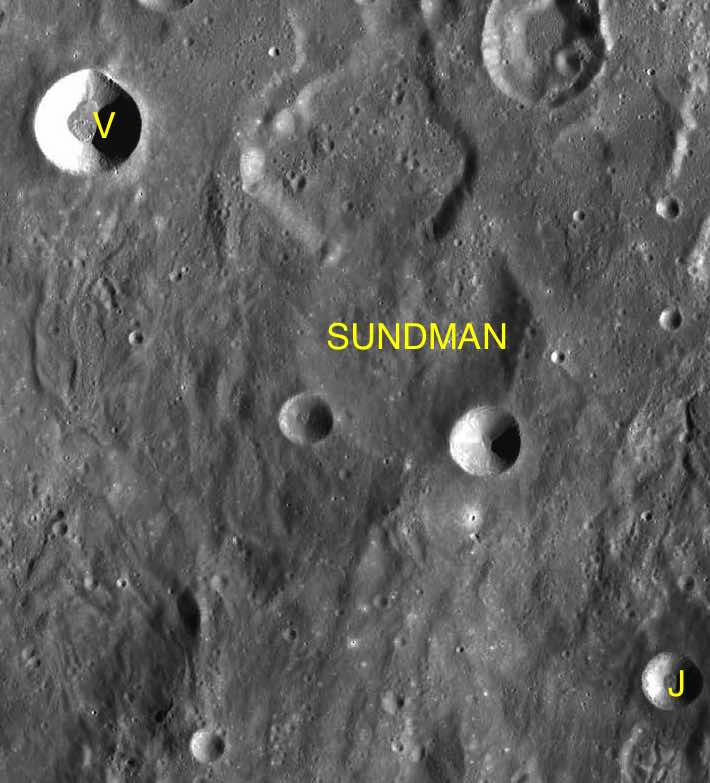
LAC-72 区域图

| 松德曼 | 纬度    | 经度    | 直径    |
| ------ | ------- | ------- | ------- |
| J      | 8.9° N  | 90.2° W | 10 公里 |
| V      | 11.9° N | 93.5° W | 19 公里 |

- 卫星坑"松德曼 J"是一座醒目的暗晕坑。

## 探测器撞击
2014年4月18日月球大气与粉尘环境探测器在完成目标任务后，按事先计划撞向了月球表面，后来，发现其准确的位置是位于卫星坑"松德曼 V"的东侧坑壁附近。

## 参引资料
1. ↑   (PDF).   [2017-03-30]. （原始内容存档 (PDF)于2020-11-27）.
2. ↑  .   [2017-03-30]. （原始内容存档于2017-08-22）.
3. 1 2 3  Lunar Impact Crater Database
4. 1 2  Neal-Jones, Nancy. . NASA. October 28, 2014  [October 28, 2014]. （原始内容存档于2017-03-21）.

## 延伸阅读
- Andersson, L. E.; Whitaker, E. A. . NASA RP-1097. 1982.
- Blue, Jennifer. . USGS. July 25, 2007  [August 5, 2007]. （原始内容存档于2020-05-30）.
- Bussey, B.; Spudis, P. . New York: Cambridge University Press. 2004. ISBN 978-0-521-81528-4.
- Cocks, Elijah E.; Cocks, Josiah C. . Tudor Publishers. 1995. ISBN 978-0-936389-27-1.
- McDowell, Jonathan. . Jonathan's Space Report. July 15, 2007  [October 24, 2007]. （原始内容存档于2019-06-21）.
- Menzel, D. H.; Minnaert, M.; Levin, B.; Dollfus, A.; Bell, B. . Space Science Reviews. 1971, 12 (2): 136–186. Bibcode:1971SSRv...12..136M. doi:10.1007/BF00171763.
- Moore, Patrick. . Sterling Publishing Co. 2001. ISBN 978-0-304-35469-6.
- Price, Fred W. . Cambridge University Press. 1988. ISBN 978-0-521-33500-3.
- Rükl, Antonín. . Kalmbach Books. 1990. ISBN 978-0-913135-17-4.
- Webb, Rev. T. W.  6th revised. Dover. 1962. ISBN 978-0-486-20917-3.
- Whitaker, Ewen A. . Cambridge University Press. 1999. ISBN 978-0-521-62248-6.
- Wlasuk, Peter T. . Springer. 2000. ISBN 978-1-85233-193-1.